# Prefectura Wakayama
Prefectura Wakayama (和歌山県 Wakayama-ken?) este o prefectură în Japonia.

## Geografie

Harta prefecturii Wakayama

### Municipii
Prefectura cuprinde 9 localități cu statut de municipiu (市):
| - Arida - Gobō - Hashimoto | - Iwade - Kainan - Kinokawa | - Shingū - Tanabe - Wakayama (centrul prefectural) |

1. 1 2  BSIe1 / Vakaiama[*] Verificați valoarea |titlelink= (ajutor)